# Laurent Vachaud
 (janvier 2021).
Laurent Vachaud, né à Marseille le 19 Octobre 1964, est un scénariste et dialoguiste français. Il est aussi critique de cinéma.

## Biographie

### Cinéma
Pour le cinéma, il a collaboré aux scripts de deux films de Jean-Paul Salomé, Arsène Lupin (2004) et Les femmes de l'ombre (2008) . 
Critique de cinéma à la revue Positif depuis 1987, il est également le coauteur du livre Brian De Palma, entretiens avec Samuel Blumenfeld et Laurent Vachaud (Calmann-Lévy, 2001), récompensé par le prix du meilleur album de cinéma la même année. Cet ouvrage de référence sur le réalisateur américain connaitra une remise à jour en 2017 chez Carlotta Editions. Comme critique, il a également collaboré aux Inrockuptibles, So Film, Vanity Fair ainsi qu'à plusieurs émissions sur France Culture ou France Inter.
En 2008, il publie aux éditions Perrin le roman Les Femmes de l'ombre, inspiré du scénario coécrit avec Jean-Paul Salomé pour le film du même nom.

### Télévision
Il a contribué à la création de la série Une famille formidable qui, de 1992 à 2018, connaitra l'une des plus grandes longévités de la fiction française. Il a également écrit deux épisodes de la première saison.
De 1995 à 2011, il travaille sur plusieurs séries qui remportent un grand succès d'audimat: Alice Nevers : Le juge est une femme, Les Cordier, juge et flic, Julie Lescaut. En 2000, il co-écrit avec le réalisateur Ismael Ferroukhi le téléfilm Petit Ben, interprété par Samy Nacery et Philippine Leroy Beaulieu.
En 2013, avec la réalisatrice Éléonore Faucher il co-signe l'adaptation du téléfilm  Les Déferlantes, d'après le roman éponyme de Claudie Gallay  avec Sylvie Testud et Bruno Todeschini dans les rôles principaux. Trois ans plus tard, il écrit un épisode de la série de France 2 Caïn, (4,6 millions de téléspectateurs, record de la série). Il travaille régulièrement sur ce programme, ainsi que sur Tandem et Munch pour France 2, France 3 et TF1.
En 2020, il co-écrit pour France 3 le téléfilm Meurtres à Granville, réalisé par Christophe Douchand, avec Florence Pernel et Raphael Lenglet, qui fédère 6,36 millions de téléspectateurs, le record en part d'audience (26,5%) pour cette collection. Il travaille ensuite pour TF1 sur Un homme d'honneur, adaptation française de la série israélienne Kvodo  dont Kad Merad, Gérard Depardieu, Aura Atika, Zabou et Nicolas Duvauchelle sont les vedettes, puis sur le thriller Harcelés avec Claire Keim et Bruno Salomone pour M6 ainsi que deux épisodes de la série Le remplaçant  pour TF1.

## Filmographie
- 2020 : Meurtres à Granville